# Свердловская ТЭС
Свердловская ТЭС (Свердловская ТЭС имени В. В. Куйбышева, Свердловская ГЭС № 2 имени А. И. Рыкова, ) — действующая электростанция на Большом Конном полуострове города Екатеринбург в 1927—1964 годах. В настоящее время действует как распределительная подстанция «Береговая».

## История
После гражданской войны город Свердловск испытывал нехватку электроэнергии, городская электростанция «Луч» требовала серьёзной модернизации. В 1923 году из советских и кооперативных предприятий было создано Акционерное общество «Свердловская ГЭС» с уставным капиталом 2 миллиона рублей. Председателем правления АО «Свердловская ГЭС» в течение всего времени его существования, в 1923—1930 годов, был Исаак Абрамович Канторович. Исаак Абрамович, выпускник Кунгурского технического училища Губкина по специальности «электротехник», работал на Центральной екатеринбургской электростанции, в 1920-е годы был заведующим электроотделом Губсовнархоза, управляющим Электропромышленного предприятия Екатеринбургского округа и Городской электростанции «Луч», с 1923 года — директор-распорядитель Акционерного общества по строительству Свердловской ГЭС, а в 1938 году был расстрелян.
8 июня 1924 года на Большеконном полуострове прошел торжественный митинг в честь начала строительства главного здания электростанции. Звучал Интернационал, а в фундамент была заложена медная плита с надписью "Ильич на 8-м съезде партии сказал: «Электрификация — это вторая программа партии. 8 июня 1924 г.» Строительство ГЭС (старая классификация) было начато в июле 1924 года на торфе Широкореченского торфопредприятия. Из общей суммы затрат в 4 миллиона 200 тысяч рублей, около 3 миллионов было получено от местных организаций и учреждений. 9 февраля 1927 года состоялся пуск первой очереди Свердловской ГЭС. В газете «Уральский рабочий» за февраль 1927 года в статье Аркадия Петровича Гайдара «3000 вольт» сообщалось, что «вчера в 3 с половиной часа дня техник Силанов подошел к доске генераторного пульта, спокойно повернул рычажок, и 3000 вольт, бесшумно ударив провода, полились непрерывным горячим потоком на заводы Свердловска». 12 марта 1927 года на торжественном открытии Свердловской ГЭС было присвоено имя председателя Совета народных комиссаров Алексей Ивановича Рыкова и электростанция была введена в строй. После того как А. И. Рыков был объявлен врагом народа, электростанция была переименована в Свердловскую ТЭС имени В. В. Куйбышева. Электростанция при реализации плана ГОЭЛРО стала 2-й электростанцией в Свердловске и обеспечила развитие промышленности в городе. Мощность Свердловской государственной районной электростанции (СГЭС) им. И. В. Рыкова из 2-х энергоблоков составила 11000 кВТ. Были построены линии 220/127 вольт, 6 киловольт, появились первые трансформаторные подстанции, был создан первый дежурный аварийный пункт. В 1930 году по высоковольтной линии через Верх-Исетский пруд от Свердловской ГЭС была передана электроэнергия строящемуся Уралмашу.
В 1965 году эксплуатация электростанции была остановлена, часть вспомогательного оборудования и инфраструктуры демонтирована, станция законсервирована.
В настоящее время на территории промплощадки размещены склады и филиалы фирм, так же под офисы занят административно-бытовой комплекс. В энергоблоках, сохранилось оборудование, размещены мастерские и склады. Открытое распределительное устройство и часть оборудования электростанции используется для питания Большого Конного полуострова и расположенных рядом садовых некоммерческих товариществ. Электростанция действует как распределительная ПС «Береговая».

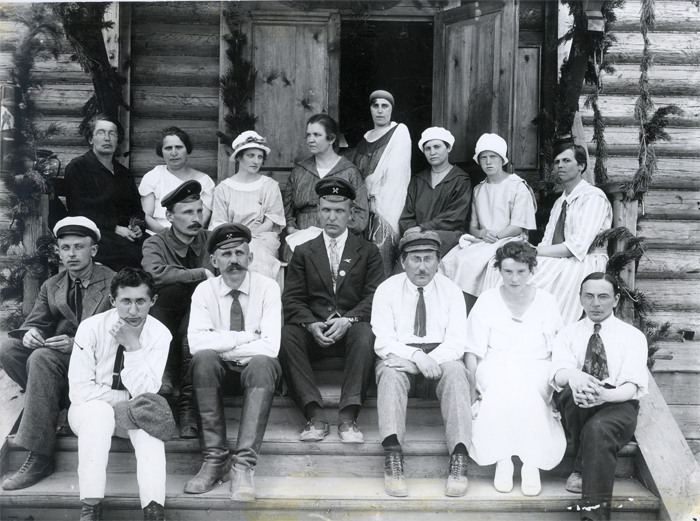
Работники правления АО «Свердловская ГЭС», 1923
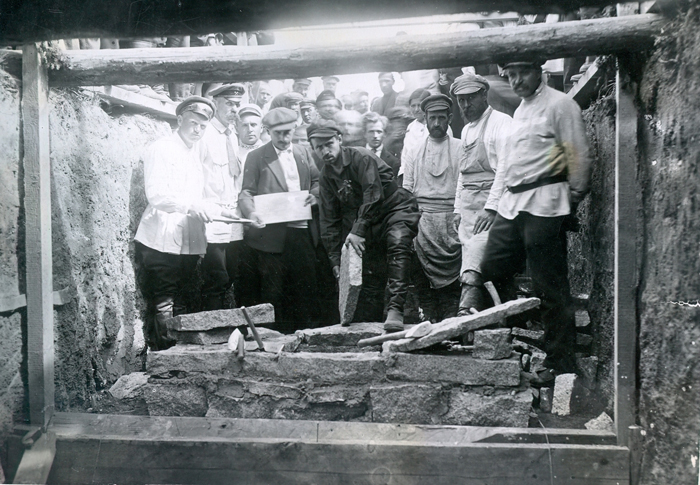
Закладка первого камня на Большеконном полуострове, 1924
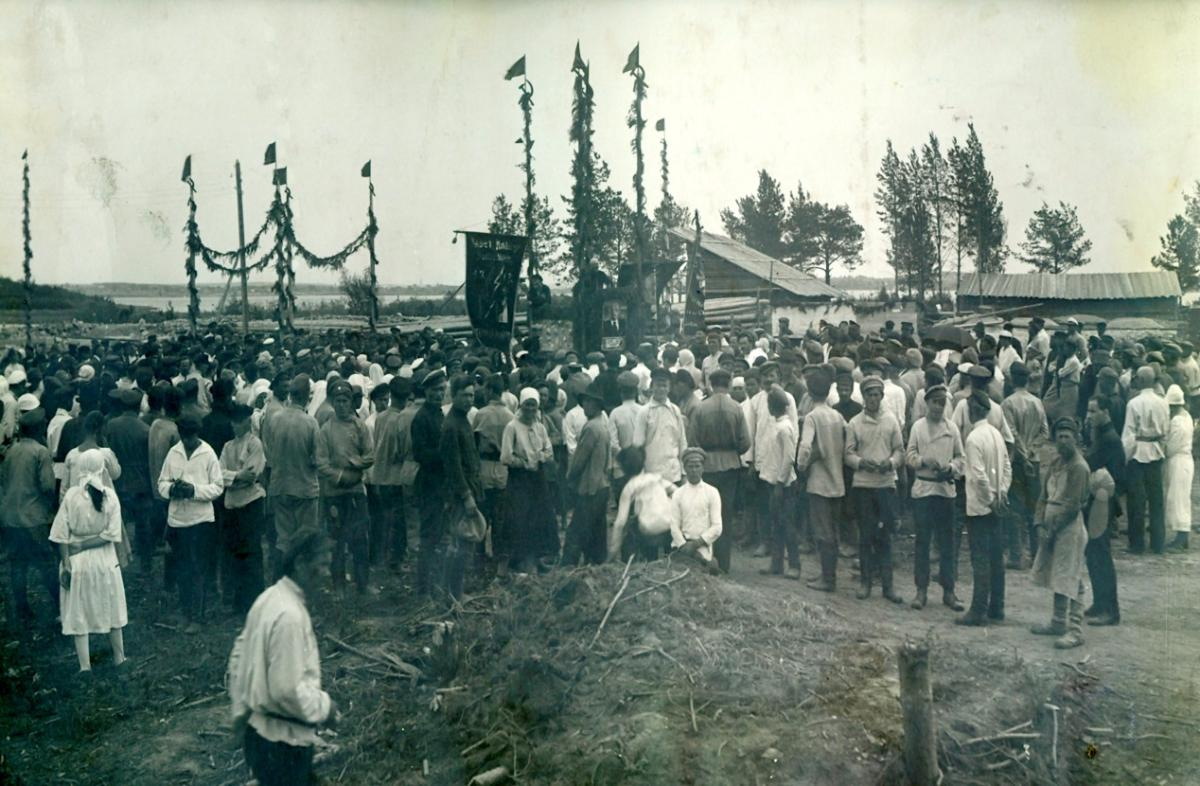
Торжественный митинг по поводу начала строительства Свердловской ГЭС, 1924
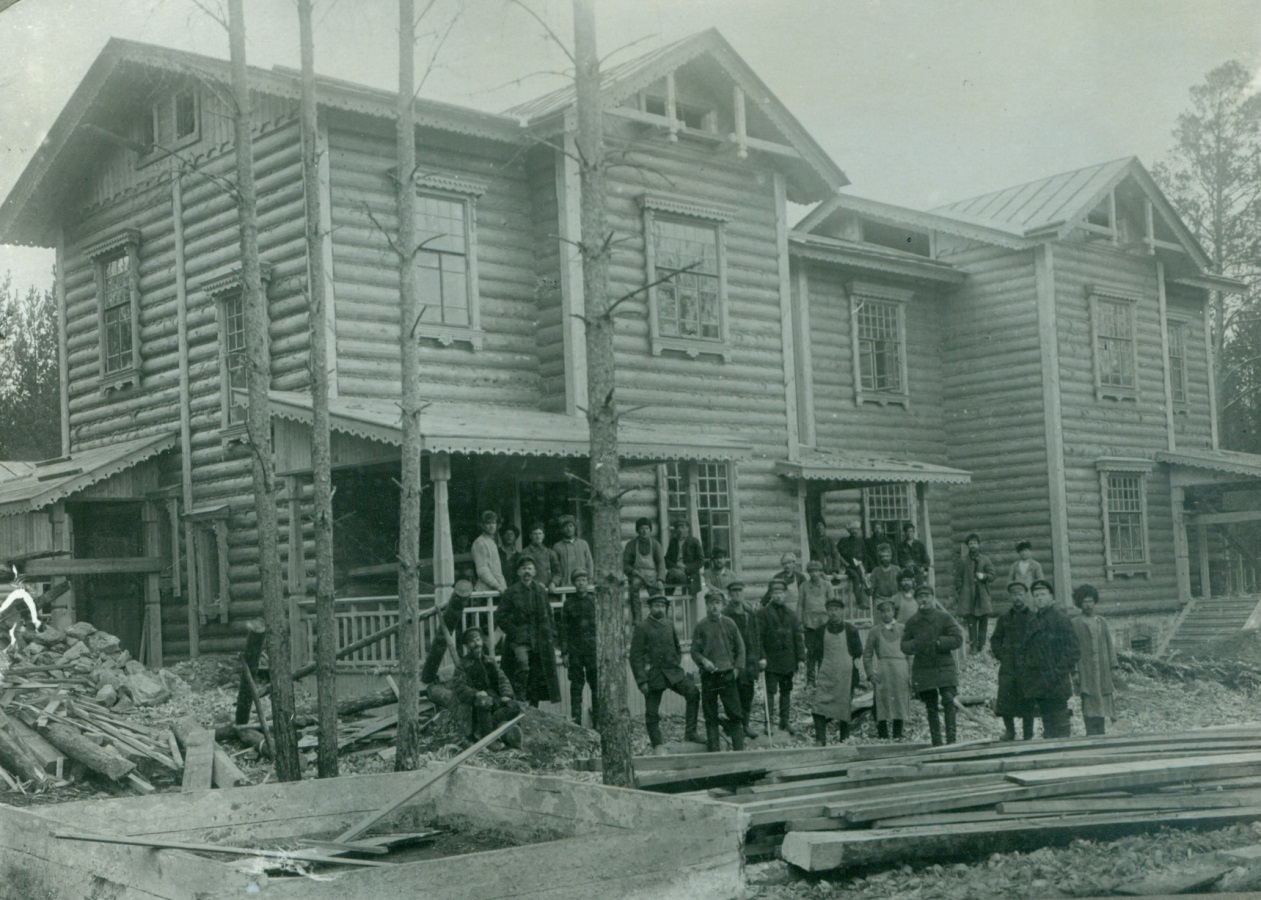
Жилой дом для работников электростанции, 1924
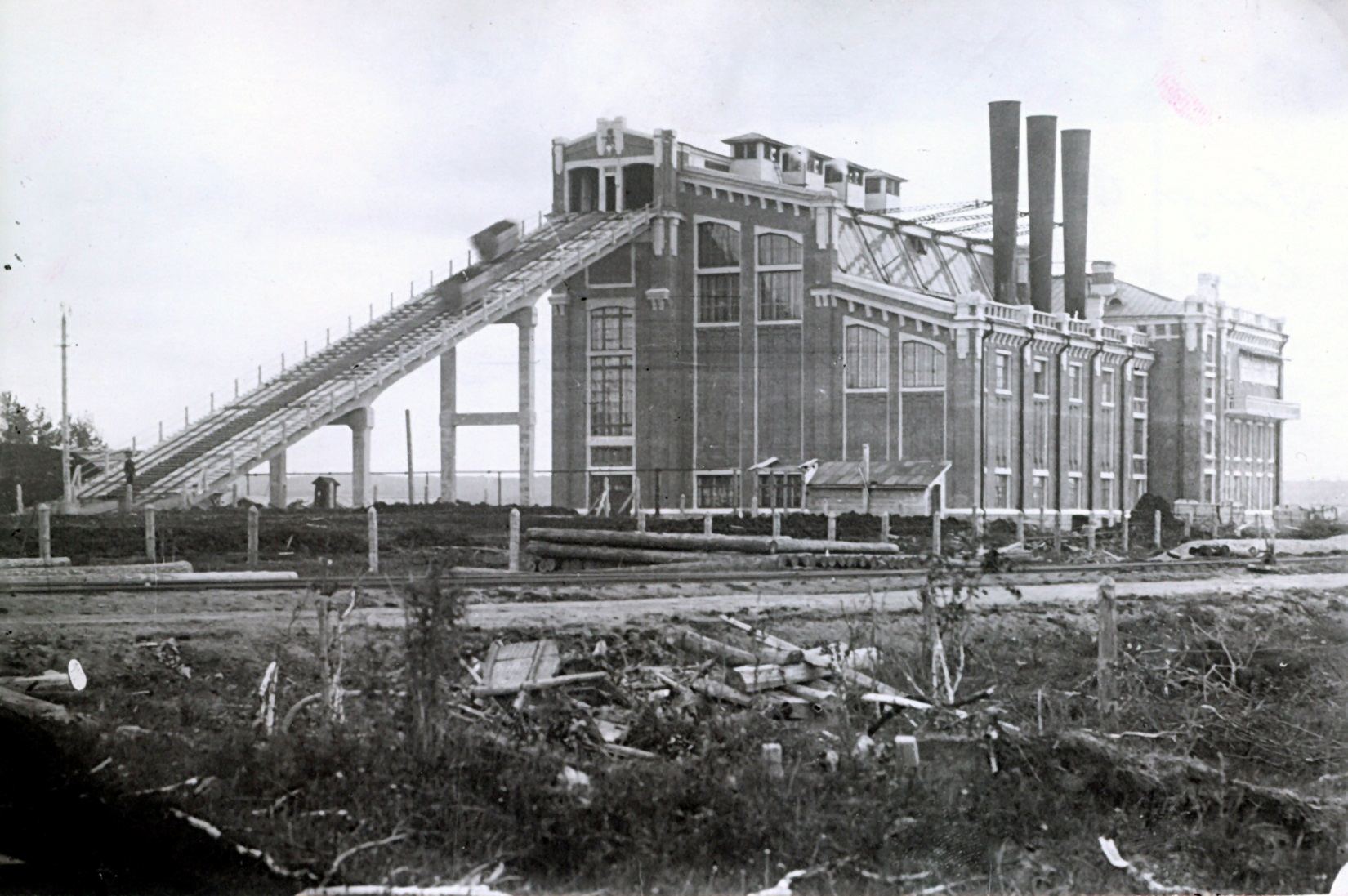
Свердловская ГЭС, 1927

## Узкоколейная железная дорога
Электростанция использовала в качестве топлива торф, который добывали на расположенных рядом торфяных разрезах. Для его подвоза была сооружена узкоколейная железная дорога, а также линия до города.
Котлы работали на кусковом торфе. Торф возили с Широкой речки завербованные крестьяне на своих лошадях, проживающие неподалеку на поселке зеленый остров. Его ссыпали в вагонетки, их поднимали тросом наверх, а оттуда — в бункер. Лошадей использовали до тех пор, пока не построили узкоколейку, и прямо с Широкой речки стали ходить вагончики. Мы на работу добирались на конке. С ВИЗа до электростанции лошадь возила открытый вагон. А первый электрический трамвай в городе появился в 1929 году, он ходил по маршруту Железнодорожный вокзал — улица ЩорсаИз воспоминаний работницы хим. лаборатории ГЭС А. К. Илюхиной, Свердловская ГЭС — государственная электростанция Архивная копия от 17 июля 2018 на Wayback Machine//Мангазия, 11.09.13
Железная дорога до ВИЗа в 1935 году была передана под трамвайные пути ведущие на поселок Зеленый остров где проживали бригады нарезающие торф для станции (11 городской маршрут). Насыпи узкоколейки к торфяным разрезам на поселке Зелёный остров, после разделения в 1994 поселка на снт используются садоводами как дороги до садового товарищества. От железной дороге протянулись ЛЭП к энергетическому кольцу Екатеринбурга.

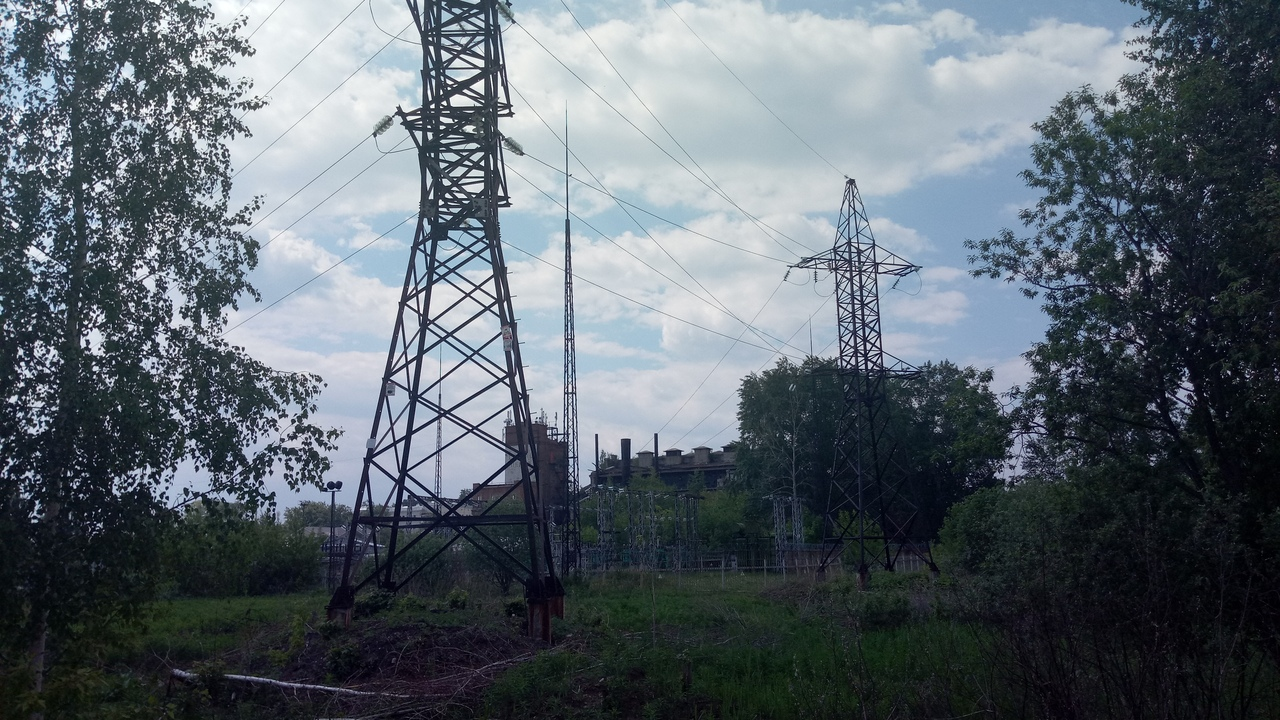
Вид на ОРУ Береговая, 2018
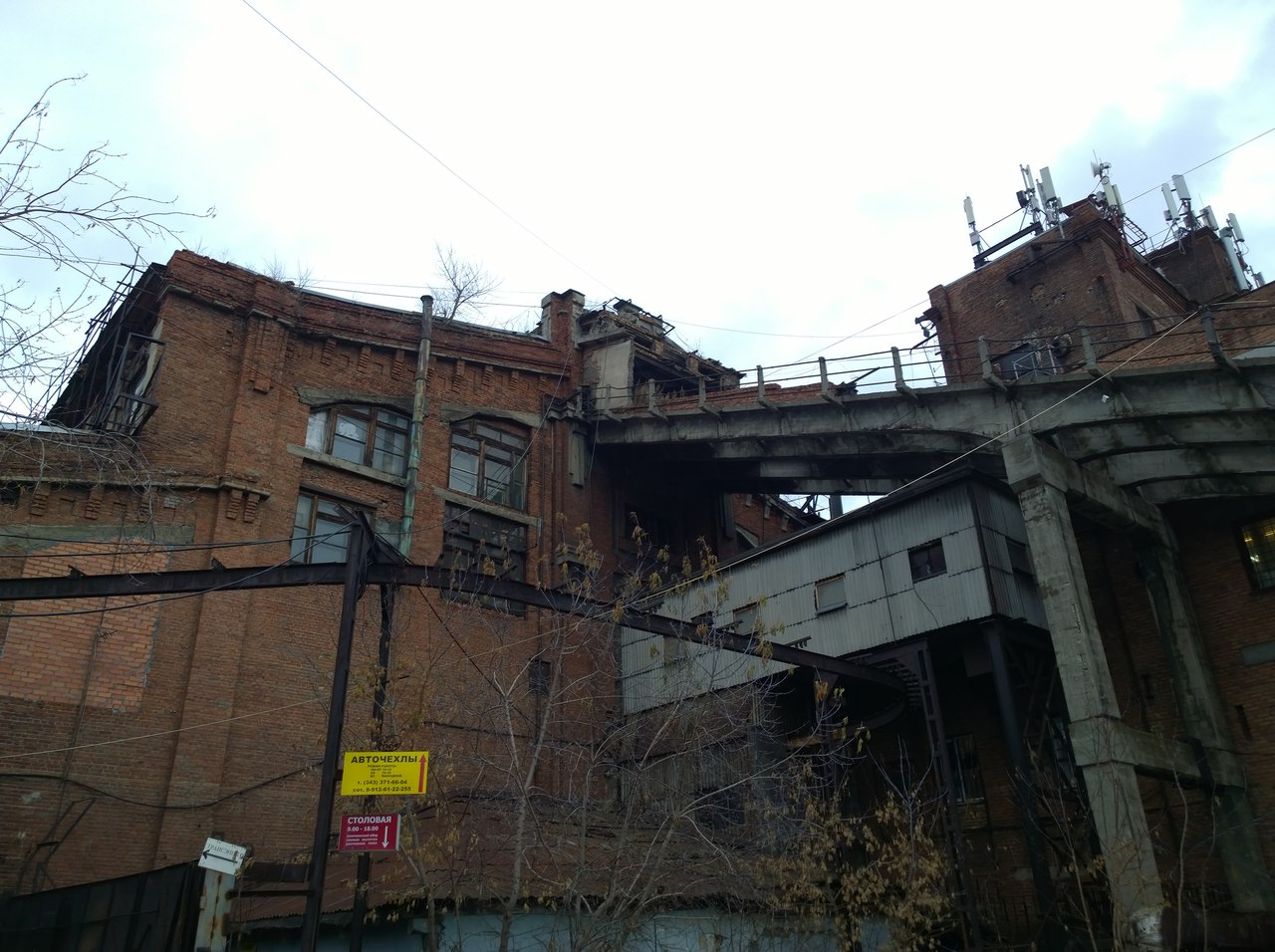
Вид на 2й энергоблок со внутреннего двора, 2018
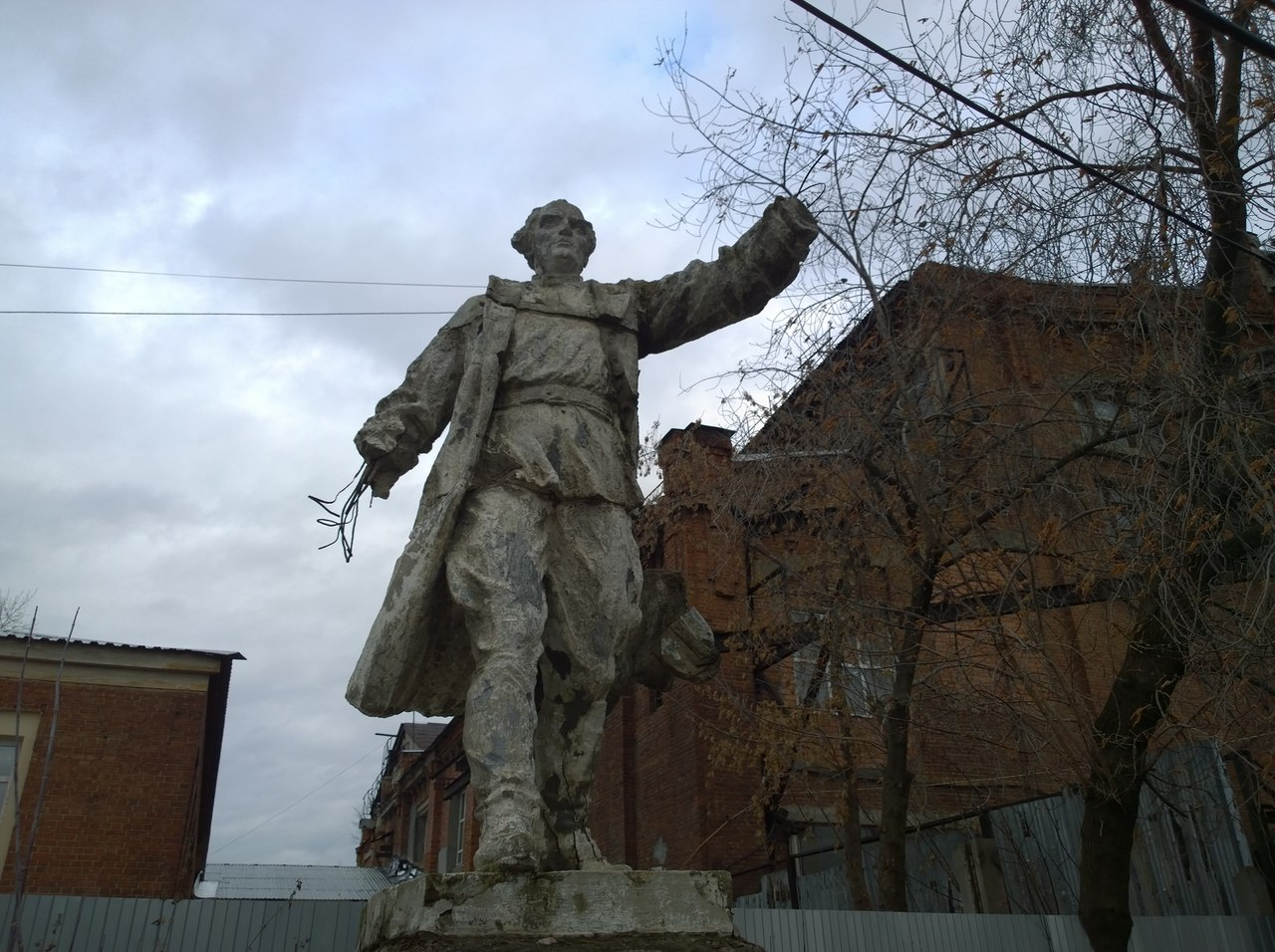
Памятник во дворе ТЭС 2 им Куйбышева, 2018
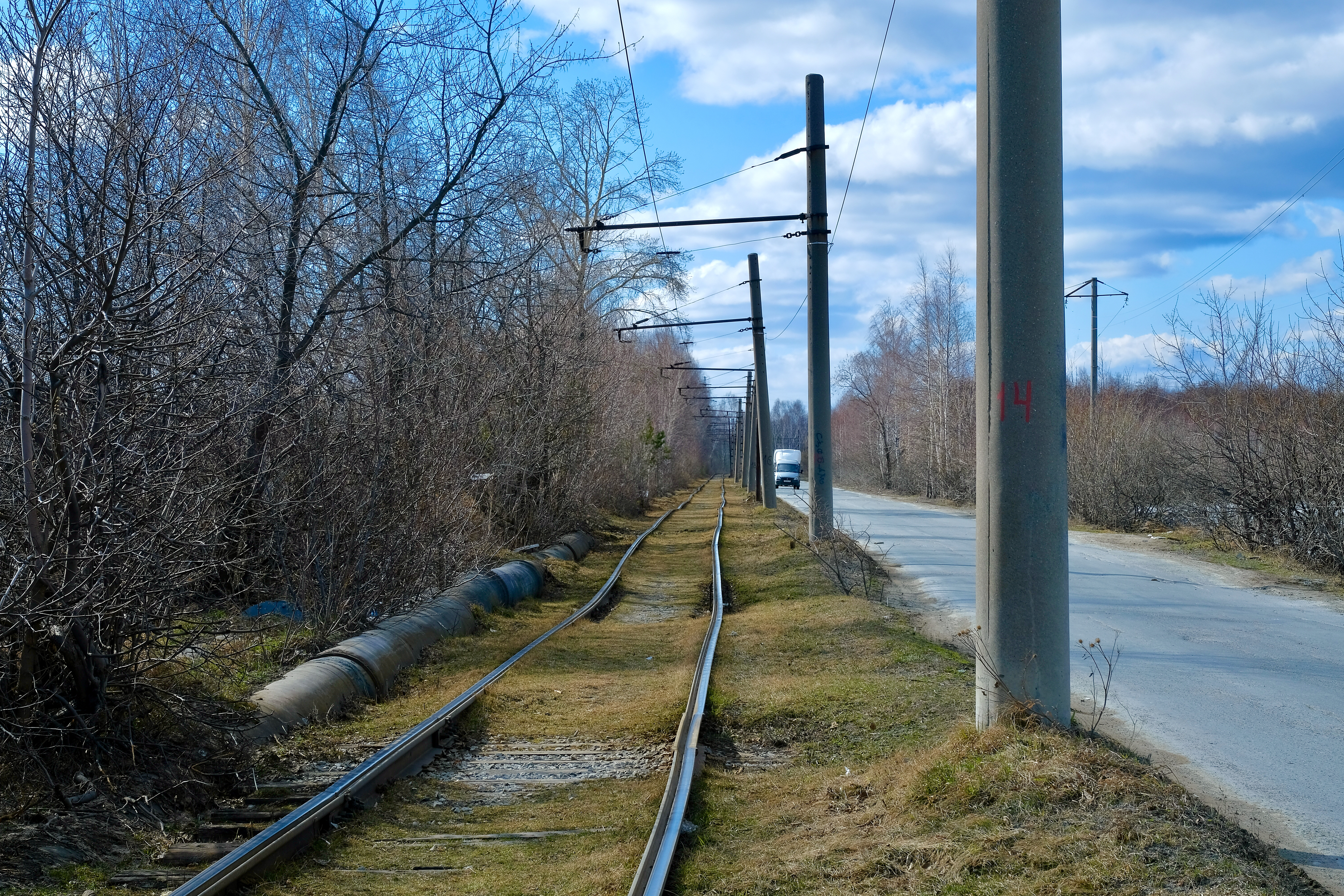
Трамвайная линия, ведущая в посёлок

- На Викискладе есть медиафайлы по теме Трамвайная линия на Зелёный Остров